# Еріка Ферда
Еріка Ферда (латис. Ērika Ferda; 24 червня 1914, Баку — 26 жовтня 1997, Рига) — латвійська актриса, хореограф і театральний педагог.

## Біографія
Народилася 24 червня 1914 року в губернському місті Баку Кавказького краю Російської імперії в сім'ї латвійського актора і режисера Юлія Ферди, одного із засновників Лієпайського латвійського театру.
1922 року разом з матір'ю повернулася до Латвії. Закінчила 4-ту Ризьку середню школу (1933) і Латвійські драматичні курси (1936). Навчалася на театральних курсах у Ернеста Фелдманіса, в балетній студії у Олександри Федорової та балетному училищі при Латвійській національній опері (1930-1935).
З 1937 року актриса Театру «Дайлес», з 1946 року педагог театральної студії цього театру і Латвійської консерваторії. Була хореографом постановок Державного академічного художнього театру ім. Я. Райніса і Державного академічного театру опери і балету Латвії. Працювала у співпраці з режисерами Едуардом Смільгісом і Арнольдом Лініньшем.
Знімалася в кіно. Вперше на екрані з'явилася в епізодичній ролі в дипломній роботі режисера Варіса Круміньша 1956 року «Причини і наслідки». Вела заняття зі сценічного руху в Народній студії кіноактора Ризькій кіностудії.

## Нагороди
- Нагороджена найвищою латвійської нагородою Орденом Трьох зірок (1996).

Була одружена з актором Янісом Юровсом. Померла 26 жовтня 1997 року в Ризі. Похована на Лісовому цвинтарі.

## Ролі в театрі
- 1941 — «Гріхи трин» Рудольфа Блауманіса — Емілія
- 1942 — «Ельга» Гергарта Гауптмана — Дортка
- 1944 — «Чарівне ліки» за творами Рудольфа Блауманіса — Лавіза
- 1946 — «Давним-давно» Олександра Гладкова — Шура Азарова
- 1948 — «Глибоке коріння» Джеймса Гоу і Арнольда д'Юссо — гонах
- 1951 — «Свої люди — розрахуємося» О. М. Островського — Липочка
- 1952 — «Мертві душі» за поемою М. В. Гоголя — Губернаторша
- 1952 — «Мачуха» Оноре де Бальзака — Гертруда
- 1953 — «Морські вітри» Яніса Грантса і Волдемара Саулескалнса — Тудаліене
- 1953 — «Дачники» М. Горького — Марія Львівна
- 1954 — «В Лавандовій саду» Цезаря Солодаря — Мотрона
- 1956 — «Мораль пані Дульської» Габріели Запольської — Пані Дульська
- 1957 — «Коли ми одружені» Джона Бойнтона Прістлі — Клер
- 1958 — «Вайделот» Аспазія — Ася
- 1962 — «Пан Пунтила і його слуга Матті» Бертольта Брехта — Емма
- 1965 — «Петер, де твої діти?» Венти Вігатне — Нелда
- 1970 — «Індрани» Рудольфа Блауманіса — Іева
- 1972 — «Дурень і утюжнікі» Паула Путніньша — Нолле
- 1973 — «Вольпоне або Хитрий лис» Бена Джонсона — Леді Вудбі
- 1974 — «Дуенья» Річарда Шерідана — Доротея
- 1981 — «Соковита вирізка для фрекен Авсеніус» Свена Огорда — Фрекен Авсеніус
- 1984 — «Вечір» Олексія Дударова — Ханна
- 1986 — «Жінки» — Клер Бут Люс — Міс Шапіро
- 1987 — «Прибуткове місце» О. М. Островського — Кукушкіна
- 1987 — «Індуліс і Арія» Райніса — Туше
- 1990 — «Змія» Мартіньш Зіверт — Моллі

## Фільмографія
1. 1956: Причини і наслідки
2. 1957: Син рибалки — Ольга
3. 1959: Чужа в селищі
4. 1961: Дякую за весну
5. 1966: Едгар і Крістина — сестра Акментіньша
6. 1967: Годинник капітана Енріко — тітка Томіньша
7. 1969: Злочин і покарання — Амалія Іванівна
8. 1970: Республіка Воронячої вулиці
9. 1974: Не бійся, не віддам!
10. 1975: У лещатах чорного раку
11. 1977: І краплі роси на світанку
12. 1979: Ніч без птахів — дружина голови
13. 1981: Гра — епізод
14. 1982: Коротке повчання у коханні — мати Анни
15. 1983: Кам'янистий шлях — епізод